# 南开经济研究
《南开经济研究》1985年2月20日南开大学经济学院创办的综合性经济理论刊物，南开大学经济学院副院长李坤望任主编。该刊被收录于中国人文社会科学引文数据库等数据库。